# Tomáš Zmeškal
Tomáš Zmeškal (n. 1966, Praga, Cehoslovacia) este un scriitor ceh. S-a născut la Praga, din tată congolez și o mamă cehă. În 1987, a părăsit Cehoslovacia pentru a locui la Londra, unde a studiat limba și literatura engleză la King's College. S-a întors după căderea comunismului. A predat la Universitatea Charles o perioadă și în prezent predă la liceu. 
Zmeškal a fost apreciat pentru romanul său de debut Milostný dopis klínovým písmem (Love Letter in Cuneiform Script), publicat în 2008. Cartea a câștigat Premiul UE pentru literatură și Premiul Josef Škvorecký. De atunci a publicat alte două cărți. 
În anii 1980, a fost membru al trupei Psí vojáci, condusă de Filip Topol. Zmeškal locuiește acum la Praga. 

## Opere
- Milostný dopis klínovým písmem, Torst 2008, Praha, ISBN   978-80-7215-349-7
- Životopis černobílého jehněte, Torst 2009, ISBN: 978-80-7215-372-5
- Sokrates na rovníku, Mishkezy 2013, ISBN: 978-80-87886-00-7

### Opere traduse în limba română
- 2015: Scrisoare de dragoste în scriere cuneiformă, Editura Curtea Veche, traducere de Mircea Dan Duta, ISBN 978-606-588-829-6